# Yves Saint-Laurent
Yves Henri Donat Mathieu Saint-Laurent (Orà, 1 d'agost de 1936 - París, 1 de juny de 2008) fou un modista i empresari francès.

## Biografia
Nascut l'1 d'agost de 1936 a Orà (Algèria), amb 18 anys va entrar a treballar en la signatura Christian Dior, on va reemplaçar el mateix Dior al capdavant de la seva firma dos anys després, convertint-se en el modista més jove de l'alta costura francesa.
La seva carrera en la casa Dior va concloure l'any 1960 quan va ser cridat per complir amb el servei militar francès. El 1962 va finalitzar les seves obligacions amb la milícia, i en lloc de tornar a la casa Dior va fundar la seva pròpia empresa, Yves Saint Laurent.
Saint-Laurent ha passat a la història com el primer dissenyador de moda que ha exposat en un museu, el Metropolitan Museum de Nova York.
Anuncià la seva retirada del disseny al gener de 2002. Va morir l'1 de juny de 2008 a París (França) a l'edat de 71 anys.
El 2009 es va subhastar la seva col·lecció privada d'art, assolint preus rècords.